# Dị ứng lúa mì
Dị ứng lúa mì là dị ứng với lúa mì thường biểu hiện như một loại dị ứng thực phẩm, nhưng cũng có thể là dị ứng tiếp xúc do giới hạn phơi nhiễm nghề nghiệp. Phản ứng dị ứng xảy ra khi người bệnh ăn thực phẩm có chứa lúa mì, hít phải bột mì hoặc tiếp xúc ngoài da với bột mì. Tình trạng này đôi khi bị nhầm lẫn với bệnh coeliac, chứng không dung nạp gluten trong lúa mì.
Như tất cả các bệnh dị ứng khác, dị ứng lúa mì có liên quan đến phản ứng globulin miễn dịch E và tế bào gốc. Dị ứng thông thường chỉ xảy ra ở hạt protein của lúa mì. Một số phản ứng chỉ giới hạn ở mì căn, trong khi những phản ứng khác có thể phản ứng trên nhiều loại hạt và mô thực vật khác. Dị ứng lúa mì là rất hiếm trên thế giới. Trong một nghiên cứu năm 2012 tại Nhật Bản, tỷ lệ mắc bệnh ở người lớn là 0,21%.